# Las Vegas Strip Circuit
Las Vegas Strip Circuit – tor wyścigowy w Paradise w Stanach Zjednoczonych. Na torze odbyło się inauguracyjne Grand Prix Las Vegas Formuły 1 jako przedostatni wyścig w kalendarzu sezonu 2023.
Tor został zaprojektowany przez Carstena Tilkego, syna projektanta torów Formuły 1 Hermanna Tilkego.
Tor liczy 6,201 kilometrów, a maksymalna prędkość na torze wyniosła 356,4 km/h – uzyskał ją Franco Colapinto w samochodzie Williamsa.

## Zwycięzcy Grand Prix Las Vegas na torze Las Vegas Strip Circuit
| Sezon | Kierowca       | Zespół                     |        |
| ----- | -------------- | -------------------------- | ------ |
| 2023  | Max Verstappen | Red Bull Racing-Honda RBPT | Wyniki |
| 2024  | George Russell | Mercedes                   | Wyniki |